# Sertularia mirabilis
Sertularia mirabilis is een hydroïdpoliep uit de familie Sertulariidae. De poliep komt uit het geslacht Sertularia. Sertularia mirabilis werd in 1873 voor het eerst wetenschappelijk beschreven door Verrill. 